# Stazione di Yaizu
La stazione di Yaizu (焼津駅 Yaizu-eki?) è una la principale stazione della città di Yaizu, nella prefettura di Shizuoka in Giappone. La stazione è servita dalla linea principale Tōkaidō della JR Central.

## Linee
JR Central
■ Linea principale Tōkaidō

## Caratteristiche
La stazione di Yaizu possiede un marciapiede a isola servente due binari in superficie, ed è dotata di tornelli automatici di accesso ai binari che supportano la tariffazione elettronica TOICA.
| 1 | ■ Linea principale Tōkaidō | per Kakegawa, Hamamatsu e Toyohashi   |
| 2 | ■ Linea principale Tōkaidō | per Shizuoka, Atami, Yokohama e Tokyo |

## Stazioni adiacenti
| «                                     | Servizio                              | »                                     |
| Linea principale Tōkaidō (JR Central) | Linea principale Tōkaidō (JR Central) | Linea principale Tōkaidō (JR Central) |
| ------------------------------------- | ------------------------------------- | ------------------------------------- |
| Mochimune                             | Locale                                | Nishi-Yaizu                           |
| L'Homeliner non ferma                 |                                       |                                       |